# محمد إحتاراين
محمد أمين إحتاراين (بالهولندية: Mohammed Ihattaren)‏ (مواليد 12 فبراير 2002، أوتريخت) لاعب كرة قدم هولندي من أصل مغربي، يشغل مركز الوسط الهجومي بنادي آيندهوفن والمنتخب الهولندي.

## مسيرته
من مواليد مدينة أوترخت بهولندا في 12 فبراير 2002، وهو من أصول مغربية. شارك مع المنتخب الهولندي تحت 17 سنة الذي فاز ببطولة أمم أوروبا تحت 17 سنة 2018.
في 3 نوفمبر 2019، اختار إحتارين رسميا اللعب للمنتخب الهولندي بدلا من المنتخب المغربي.

## روابط خارجية
- محمد إحتاراين على موقع الاتحاد الأوربي (الإنجليزية)
- محمد إحتاراين على موقع قاعدة بيانات كرة القدم.إي يو (الإنجليزية)
- محمد إحتاراين على موقع ليكيب (الفرنسية)
- محمد إحتاراين على موقع Soccerbase.com (لاعب) (الإنجليزية)
- محمد إحتاراين على موقع Soccerway.com (الإنجليزية)
- محمد إحتاراين على موقع عالم كرة القدم.نت (الإنجليزية)